# Johann Michael Adelpodinger
Johann Michael Adelpodinger, auch Johann Michael Adelbodinger bzw. Johann Michael Adelpoldinger (* 1734 in Wien; † 30. September 1800 in Gumpendorf) war ein österreichischer Architekt und Baumeister. Sein bedeutendstes Bauwerk ist die Pfarrkirche Reindorf im 15. Wiener Gemeindebezirk Rudolfsheim-Fünfhaus, die im Zuge der Pfarrneugründungen unter Kaiser Joseph II. entstanden ist.

## Biographie
Über seine Herkunft und Ausbildung sowie über sein Leben und Schaffen ist kaum etwas bekannt. Es wird angenommen, dass er eine Baumeisterlehre abgeschlossen hat. Nachgewiesen ist er als Baumeister in Gumpendorf.
Sein Sohn Joseph Adelpodinger (* 21. November 1778 in Wien; † 8. Juni 1849 in Hietzing bei Wien) war ebenfalls als Baumeister tätig.

## Bauten

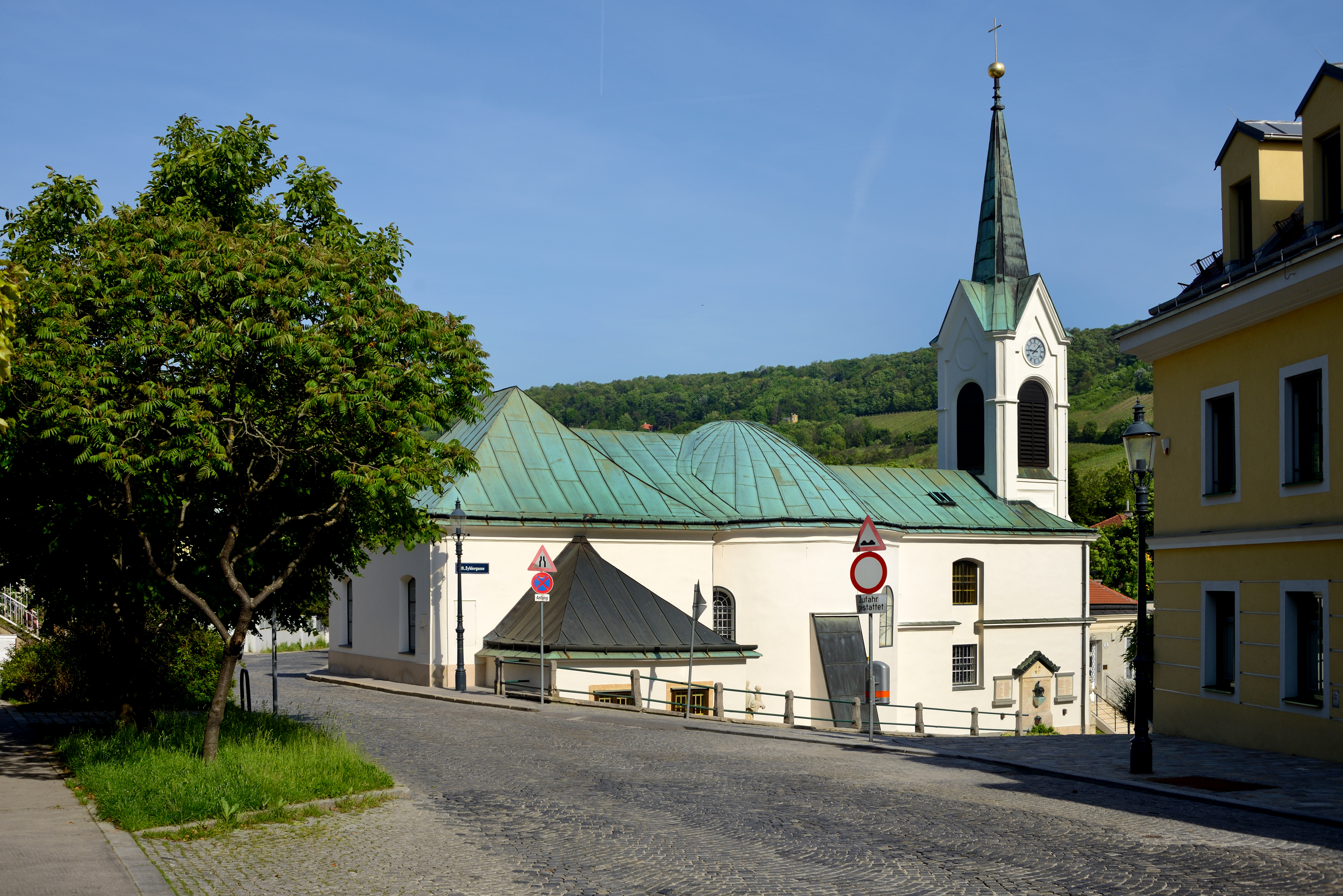
Pfarrkirche Neustift am Walde

- Wohnhaus „Zur Freundschaft Christi“, Wien 8, Strozzigasse (1772)
- Pfarrkirche Neustift am Walde zum Hl. Rochus, Wien 19, Eyblergasse 1 (1783–1785)
- Pfarrkirche Reindorf zur Allerheiligsten Dreifaltigkeit mit Pfarrhof und Pfarrschule (1786–1789)
- Pfarrkirche Nußdorf, Wien 19, Greinergasse (1784–1789)
- Wohnhaus für den Seidenzeugmacher Paul Hochholzer, Wien 5, Margaretenplatz 3 (1787)